# H. Dieter Neumann
Heinrich Dieter Neumann (* 19. Oktober 1949 in Garmisch-Partenkirchen) ist ein deutscher Schriftsteller.

## Leben
Nach dem Abitur 1969 ging Neumann als Wehrpflichtiger zur Luftwaffe der Bundeswehr, wo er sich später verpflichtete und die Offizierslaufbahn einschlug. Unter anderem war er als Luftbild- und Nachrichtenoffizier sowie im Team Taktische Überprüfungen der NATO im In- und Ausland eingesetzt, wurde Staffelchef im Aufklärungsgeschwader 52 in Leck, Nordfriesland, Adjutant des Kommandeurs der 3. Luftwaffendivision in Kalkar und schließlich Stv. Gruppenkommandeur im Jagdbombergeschwader 36 in Rheine, Westfalen. Im Alter von 38 Jahren kündigte er sein Dienstverhältnis, leistete jedoch nach seinem Ausscheiden noch längere Zeit Wehrübungen als Oberstleutnant d. R. und Gruppenkommandeur im Aufklärungsgeschwader 51 in Jagel.
Danach arbeitete Neumann in der Versicherungswirtschaft, absolvierte ein Fernstudium zum Diplom-Finanzökonom (BI) und wurde u. a. Vertriebsleiter und später Geschäftsführer in einem mittelständischen Unternehmen, bevor er sich im Alter von 60 Jahren, begleitet von einem Literatur-Fernstudium, gänzlich aufs Schreiben verlegte. Er schreibt vornehmlich Spannungsromane, die von brisanten Gegenwartsproblemen handeln, hat aber auch literarische Beiträge für Zeitschriften und einen Kunstkatalog sowie einige Sachbücher veröffentlicht. In seinen Romanen spielt oft sein Hobby, der Segelsport eine Rolle.
Neumann veröffentlichte 2012 den Polit-Thriller Die Narben der Hölle und 2013 Das Erbe der Wölfin, bevor er sich dem Schreiben von Kriminalromanen widmete, die Flensburg und das deutsch-dänische Grenzland als Hintergrundkulisse haben. In seinem ersten Krimi, Die Tote von Kalkgrund von 2015, löst die junge Kommissarin Helene Christ mithilfe des erfahrenen Kripobeamten Edgar Schimmel ihren ersten Fall. Nach Mord an der Förde von 2015 spielt sein dritter Kriminalroman Tod auf der Rumregatta von 2016 auf der Rum-Regatta. Im Buch ermitteln die Kommissare Helene Christ und Edgar Schimmel, die sich nach dem Fund der Leiche eines jungen Afrikaners auf die Suche nach Verdächtigen machen. In Nebel über der Küste landet Helene Christ in ihrem vierten Fall, in dem es um einen ermordeten Staatssekretär aus der Kieler Landesregierung geht, bei ihren Ermittlungen unmittelbar im politischen Macht- und Ränkespiel der Landeshauptstadt. Blutmöwen, der fünfte Roman der Reihe, führt Oberkommissarin Christ nach dem rätselhaften Tod eines Bauern in ein Küstendorf, wo ihre Ermittlungen an der abweisenden Haltung der Alteingesessenen zu scheitern drohen. In Feuer in den Dünen, dem vorläufig letzten Band der Reihe, ermittelt Helene Christ mit ihrem Team in einer deutsch-dänischen Sonderkommission.
Im August 2020 erschien bei Piper der Spannungsroman Drakon – Tod unter Segeln, Neumanns dritter Thriller, der die schicksalhafte Verstrickung eines Menschen in verborgene Welt der Geheimdienste zum Thema hat.
Ebenfalls bei Piper ist 2021 Haie unter dem Eis erschienen, der erste Band einer neuen Reihe mit der jungen TV-Reporterin Kira Lund. Aber auch Helene Christ tritt als Leiterin der Flensburger Mordkommission wieder auf. Todeslied (2022) ist der zweite Band dieser Reihe aus dem deutsch-dänischen Grenzland zwischen Nord- und Ostsee, und Stumme Gräber (Mai 2024) der dritte. Kira Lund, die Protagonistin dieser Reihe, ist als Angehörige der dänischen Minderheit oft beiderseits der deutsch-dänischen Grenze als Reporterin für einen deutschen Fernsehsender im Einsatz, was – neben dem auf diese Weise nicht nur räumlich, sondern auch kulturell erweiterten Handlungsfeld – eine reizvolle literarische Besonderheit dieser Romanreihe ist.
Im Engelsdorfer Verlag, Leipzig, ist 2023 Neumanns Geschichtenband Auf Tiefe – See- und Küstengeschichten, eine Sammlung seiner (teilweise preisgekrönten) Short Stories, erschienen, und sein Text Ahnung zur Lithografie Olympia Plakat 1972 von Josef Albers wurde 2021 von der Graphothek Berlin für den Bildband Die Reise ins Bild – Literarische Texte zu Werken der Kunst ausgewählt. Das Buch zeigt zeitgenössische Werke von bedeutenden Künstlerinnen und Künstlern, welche namhaften Autorinnen und Autoren als Inspiration für Geschichten, Szenen und Erinnerungen dienten.
Neumann veröffentlichte auch fünf populärwissenschaftliche Sachbücher. Sein Buch Hart am Wind über Redewendungen aus der maritimen Welt wurde zum Bestseller, bekam 2024 eine Aktualisierung und wurde mit einem neuen Cover wieder aufgelegt. Im April 2025 erscheint im Regionalia-Verlag „Meerjungfrauen, Seeungeheuer und der Klabautermann“, ein reich bebilderter Band über Mythen und Legenden aus der Seefahrt.
H. Dieter Neumann ist verheiratet, hat zwei erwachsene Töchter und lebt in der Nähe von Flensburg auf dem Land.

## Veröffentlichungen

### Belletristik
- Die Narben der Hölle. Politthriller, Südwestbuch-Verlag, Stuttgart 2012, ISBN 978-3-942661-68-3.
- Das Erbe der Wölfin. Politthriller, Südwestbuch-Verlag, Stuttgart 2013, ISBN 978-3-942661-61-4.
- Die Tote von Kalkgrund. Kriminalroman, Grafit Verlag, Dortmund 2015, ISBN 978-3-89425-454-4.
- Mord an der Förde. Kriminalroman, Grafit Verlag, Dortmund 2015, ISBN 978-3-89425-462-9.
- Tod auf der Rumregatta. Kriminalroman, Grafit Verlag, Dortmund 2016, ISBN 978-3-89425-471-1.
- Nebel über der Küste. Kriminalroman, Grafit Verlag, Dortmund 2017, ISBN 978-3-89425-484-1.
- Blutmöwen. Kriminalroman, Grafit Verlag, Dortmund 2018, ISBN 978-3-89425-577-0.
- Feuer in den Dünen. Grafit Verlag (Emons), Köln 2019, ISBN 978-3-89425-630-2.
- DRAKON – Tod unter Segeln. Piper Verlag, München 2020, ISBN 978-3-492-50396-9.
- Haie unter dem Eis, Piper Verlag, München 2021, ISBN 978-3-492-50494-2.
- Todeslied, Piper Verlag, München 2022, ISBN 978-3-492-50496-6.
- Auf Tiefe – See- und Küstengeschichten, Engelsdorfer Verlag, Leipzig, ISBN 978-3-96940-459-1.
- Stumme Gräber, Piper Verlag, München 2024, ISBN 978-3-492-50497-3.

### Sachbuch
- So schnell schießen die Preußen nicht! – Redewendungen aus der Welt des Militärs. Regionalia-Verlag, Rheinbach 2015, ISBN 978-3-95540-194-8.
- Hart am Wind – Redewendungen aus der maritimen Welt. Regionalia-Verlag, Rheinbach 2016 / 2024, ISBN 978-3-95540-407-9.
- Aufs Korn genommen – Redewendungen aus der Welt der Militärs. Konrad Theiss Verlag, Darmstadt 2016, ISBN 978-3-8062-3366-7.
- Alles in Butter – Redewendungen aus Handwerk und Handel. Regionalia-Verlag, Rheinbach 2017, ISBN 978-3-95540-304-1.
- Meerjungfrauen, Seeungeheuer und der Klabautermann – Mythen und Legenden aus der Seefahrt, Regionalia-Verlag 2025, ISBN 978-3-95540-420-8.

### Kunstbuch
- Die Reise ins Bild – Literarische Texte zu Werken der Kunst, be.bra Verlag 2021, ISBN 978-3-86124-753-1.

## Auszeichnungen
- 1. Platz Jurypreis NordMord Award 2018